# NATIONAL TAP DAY
NATIONAL TAP DAY（ナショナルタップデイ）は、国内タップダンス界では最大規模のイベントである。

## 概要
1991年、牛丸謙の企画・発案の下、中川三郎の命名によって発足された。
一般からプロフェッショナルまで幅広い出演者層を持ち、観客に対してもっと身近にタップダンスを感じてもらえるようにと、創意･工夫を凝らしているタップダンスイベント。出演者の総数は300人を超える。
一般公募による"ナショナルタップデイアンサンブル"の開催、海外からの参加団体の召集、海外タップダンスフェスティバルへの奨学生の援助など、若手の育成やタップダンスの発展・普及に向けて、様々な取り組みを実施している。
これまでに中野ブラザーズや浦上雄次、熊谷和徳をはじめとした著名なタップダンサーの出演や、加藤高道、中田康子、吉岡小鼓音、釘宮由稀らによる賛助出演がある。
2015年4月開催の同イベントにて、開催から20回目を迎えている。（1997年、1998年、2004年、2006年は開催されなかったため）
また、JAPAN Tapdance Scholarship Program（日本タップダンス奨学生制度）のサポーターでもある。